# Võlla
Võlla es una localidad del municipio de Tori en el condado de Pärnu, Estonia, con una población censada a final del año 2011 de 68 habitantes. 
Se encuentra ubicada en el centro del condado, cerca de la costa del golfo de Riga (mar Báltico), del río Pärnu y de la frontera con el condado de Viljandi.